# Wiedomys cerradensis
Wiedomys cerradensis é uma espécie de roedor da família Cricetidae. Endêmica do Brasil, onde pode ser encontra no estado da Bahia.